# 1107
1107 (MCVII) a fost un an obișnuit al calendarului iulian.

## Evenimente
- 23 martie-3 aprilie: Papa Pascal al II-lea ajunge la Saint-Martin de Tours, după care se întâlnește la Saint-Denis cu regele Filip I al Franței și fiul acestuia, Ludovic. În aplicarea ideilor promovate de către canonistul Yves de Chartres, episcopii regatului francez rămân să fie aleși de către cler și de către popor; în schimb, în cazul unei vacanțe episcopale, regele va beneficia de regalii.
- 23 mai: Conciliul de la Troyes, desfășurat în prezența papei Pascal al II-lea; se acceptă ruperea logodnei dintre prințul Ludovic și fiica lui Gui de Rochefort, Lucienne.
- 18 iulie: Locuitorii din Mosul cheamă în ajutor pe sultanul selgiucid Kilidj-Arslan I; acesta pătrunde în oraș, însă este înfrânt de către sultanul Muhammed I, în timpul retragerii înecându-se la trecerea unui râu.
- 1 august: Se deschid lucrările conciliului de la Westminster; concordatul încheiat pune capăt luptei pentru învestitură din Anglia; în fața opoziției episcopului Anselm de Canterbury, regele Henric I Beauclerc renunță la învestitură, însă are pretenția unui jurământ de fidelitate din partea episcopilor.

### Nedatate
- ianuarie: Începe călătoria papei Pascal al II-lea în Franța.
- octombrie: Normandul Bohemund I de Tarent, principe de Antiohia, reia operațiunile împotriva Bizanțului, debarcând în Albania și asediind Dyrrachium; acțiunea se încheie cu încercuirea normanzilor de către trupele bizantine trimise de Alexios I Comnen.
- Jekermish, atabegul de Mosul, este răsturnat de la putere de către aventurierul turc Jawali.
- Florentinii cuceresc orașul Prato, care se proclamase comună liberă.
- În Ungaria este abolită cutuma atribuirii de pământuri ducale către moștenitorii tronului.
- Milano intră în conflict cu orașele Pavia, Cremona și Lodi.
- Pirații sarazini întreprind un raid asupra mănăstirii benedictine San Onorato, în insulele Lerins.
- Regele Sigurd I al Norvegiei trece prin Anglia, fiind în drum spre Palestina, pentru a veni în sprijinul cruciaților; în continuare, se oprește în Peninsula Iberică, unde zdrobește o flotă musulmană la gurile fluviului Tago, atacă Sintra, Lisabona și Alcacer do Sal, după care obține o nouă victorie navală asupra maurilor mai la sud, în largul mării.

## Arte, Știință, Literatură și Filozofie
- 26 august: Punerea pietrei de temelie la domul din Cremona.
- Împăratul chinez Huizong, din dinastia Song, publică un tratat despre ceai.

## Înscăunări
- 8 ianuarie: Alexandru I, rege al Scoției (1107-1124).
- 9 august: Toba, împărat al Japoniei (1107-1123)

## Nașteri
- 12 iunie: Gaozong, împărat al Chinei din dinastia Song (d. 1162)
- Enrico Dandolo, doge al Veneției (d. 1205).
- Henric al II-lea "Jasomirgott" de Babenberg, conte palatin de Renania, duce de Bavaria și margraf (apoi, duce) de Austria (d. 1177).

## Decese
- 8 ianuarie: Edgar, rege al Scoției (n. 1074).
- 13 iulie: Kilidj-Arslan I, sultan selgiucid de Rum.
- 9 august: Horikawa, împărat al Japoniei (n. 1079).
- Cheng Yi, filosof chinez neoconfucianist (n. 1033).
- Mi Fu, poet, pictor peisagist și caligraf chinez (n. 1051).